# Турусиново (Кикнурский район)
Турусиново — деревня в Кикнурском районе Кировской области.

## География
Находится на расстоянии примерно 7 км по прямой на север-северо-восток от райцентра поселка  Кикнур.

## История
Известна с 1873 года как починок Турусиновской (Кугунер), в котором отмечено дворов 9 и жителей 115, в 1905 53 и 335, в 1926 (уже деревня Турусиново или Кугунер) 83 и 445, в 1950 76 и 287, в 1989 году учтено 304 жителя. Настоящее название закрепилось с 1950 года (в 1939 учитывались отдельно деревни Турусиново и Кугунер). До января 2020 года входила в Кикнурское городское поселение до его упразднения.

## Население
Постоянное население  составляло 221 человек (русские 96%) в 2002 году, 108 в 2010.